# Бойчук Ірина Олександрівна
Бойчук Ірина Олександрівна (нар. 24 березня 1937, Одеса, УРСР) — радянський і український художник по костюмах. Член Національної спілки художників України (2000). 

## Біографія
Закінчила Одеське театральне художньо-технічне  училище (1960) і Київський художній інститут (1970; педагоги з фаху Л. Міляєва, Н. Асєєва). 
У 1960—1963 рр.  — художник-модельєр київського Будинку моделей.
У 1963—1973 рр.  — художник-модельєр республіканського Будинку моделей трикотажних виробів.
З 1973 р. — художник по костюмах Київської кіностудії художніх фільмів ім. О. Довженка. 
У 1995—1998 рр. викладала історію костюма, малюнка та композиції в Академії легкої промисловості. 
З 1986 р. бере участь у всеукраїнських художніх виставках. 
Працювала на телебаченні в програмі «Прокинься і співай» (1998).

## Фільмографія
Художник по костюмах:
- «Сьомий маршрут» (1966, реж. Михайло Іллєнко)
- «Поцілунок Чаніти» (1974, реж. Євген Шерстобитов)
- «Ви Петька не бачили?» (1975)
- «Бірюк» (1977, реж. Роман Балаян)
- «Скарбничка» (1980, реж. Михайло Григор'єв, Володимир Савельєв)
- «Ярослав Мудрий» (1982, реж. Григорій Кохан)
- «Легенда про княгиню Ольгу» (1983, реж. Юрій Іллєнко)
- «Кожен мисливець бажає знати...» (1985, реж. Михайло Іллєнко)
- «Грішник» (1988, реж. Володимир Попков)
- «Етюди про Врубеля» (1989, реж. Леонід Осика)
- «Ха-бі-аси» (1990, реж. Анатолій Матешко)
- «Охоронець» (1991, реж. Анатолій Іванов)
- «Гетьманські клейноди» (1993, реж. Леонід Осика) та ін.